# Donald L. Niewyk
Donald L. Niewyk är professor emeritus i historia vid Southern Methodist University. Han har studerat förutsättningarna för folkmord och hur nazistliknande högerrörelser i konservativa kapitalistiska samhällen har utvecklats.